# ロスチスラフ・ヴァシリコヴィチ
ロスチスラフ・ヴァシリコヴィチ（ロシア語: Ростислав Василькович、? - 1141年以前）はテレボヴリ公ヴァシリコの子である。イヴァン・ヴァシリコヴィチとは兄弟である。テレボヴリ公：1124年 - ?。
L.ヴォイトヴィチ、M.グルシェフスキーの説によれば、ロスチスラフは聖名をグリゴリーといい、ロスチスラフは弟、イヴァンが兄であるという。一方、A.プレスニャコフ(ru)の説では、聖名はユーリーであり、ロスチスラフを兄としている。
1125年から1126年にかけて、親族のペレムィシュリ公ロスチスラフ、ズヴェニゴロド公ウラジーミル兄弟の争いに介入した。ロスチスラフは兄弟のイヴァン、キエフ大公ムスチスラフと共にペレムィシュリ公ロスチスラフを支援した。一方、ズヴェニゴロド公ウラジーミルにはハンガリー王家が後ろ盾についていた。
ロスチスラフの死後、その所領は兄弟のイヴァンが継いだ。L.ヴォイトヴィチの説では、イヴァン・ロスチスラヴィチという人物を、ロスチスラフの子とみなしている。